# Lila
Lila este  o culoare asemănătoare cu violetul, dar o nuanță mai deschisă, spre roz.  Numele provine de la florile de liliac, care au această culoare.

## Variații

### Lila pal
Lila pal este culoarea reprezentată drept lila în lista de culori ISCC-NBS. Sursa acestei culori este proba 209 din Dicționarul ISCC-NBS al numelor de culori (1955).

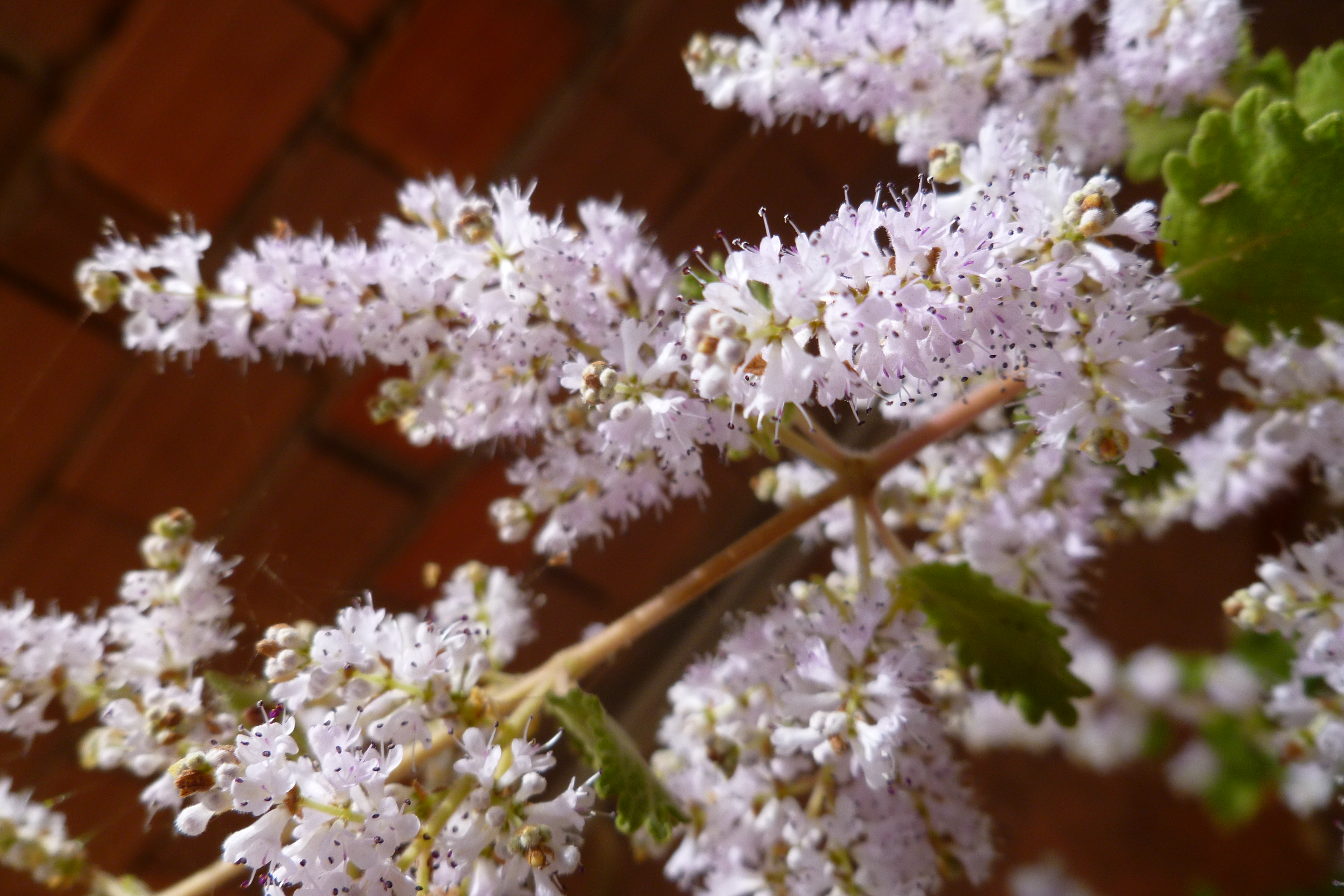
Flori de Tetradenia riparia de culoare lila pal

### Lila aprins

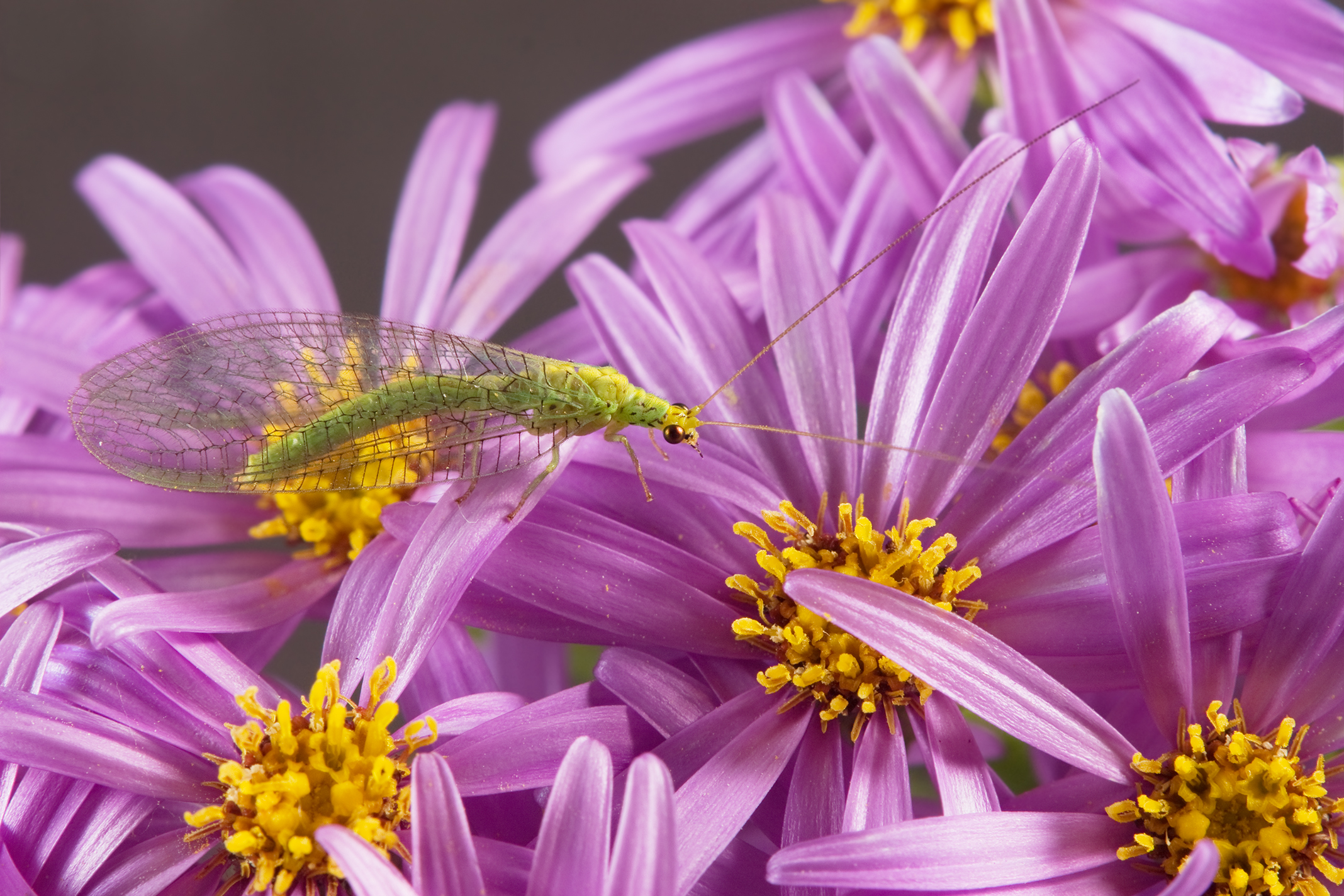
Floare lila aprins

Culoarea lila aprins (afișată în partea dreaptă) este culoarea etichetată lila de Crayola în 1994.

### Lila închis
Lila închis, un ton bogat de lila etichetat drept lila la Pourpre.com (o listă populară de culori franceze), este afișat în dreapta.

### Lila francez
Culoarea lila francez este afișată în dreapta. Această culoare a fost formulată pentru a fi utilizată în designul interior. Prima utilizare înregistrată a lilaului francez ca nume de culoare în limba engleză a fost în 1814.

## Galerie

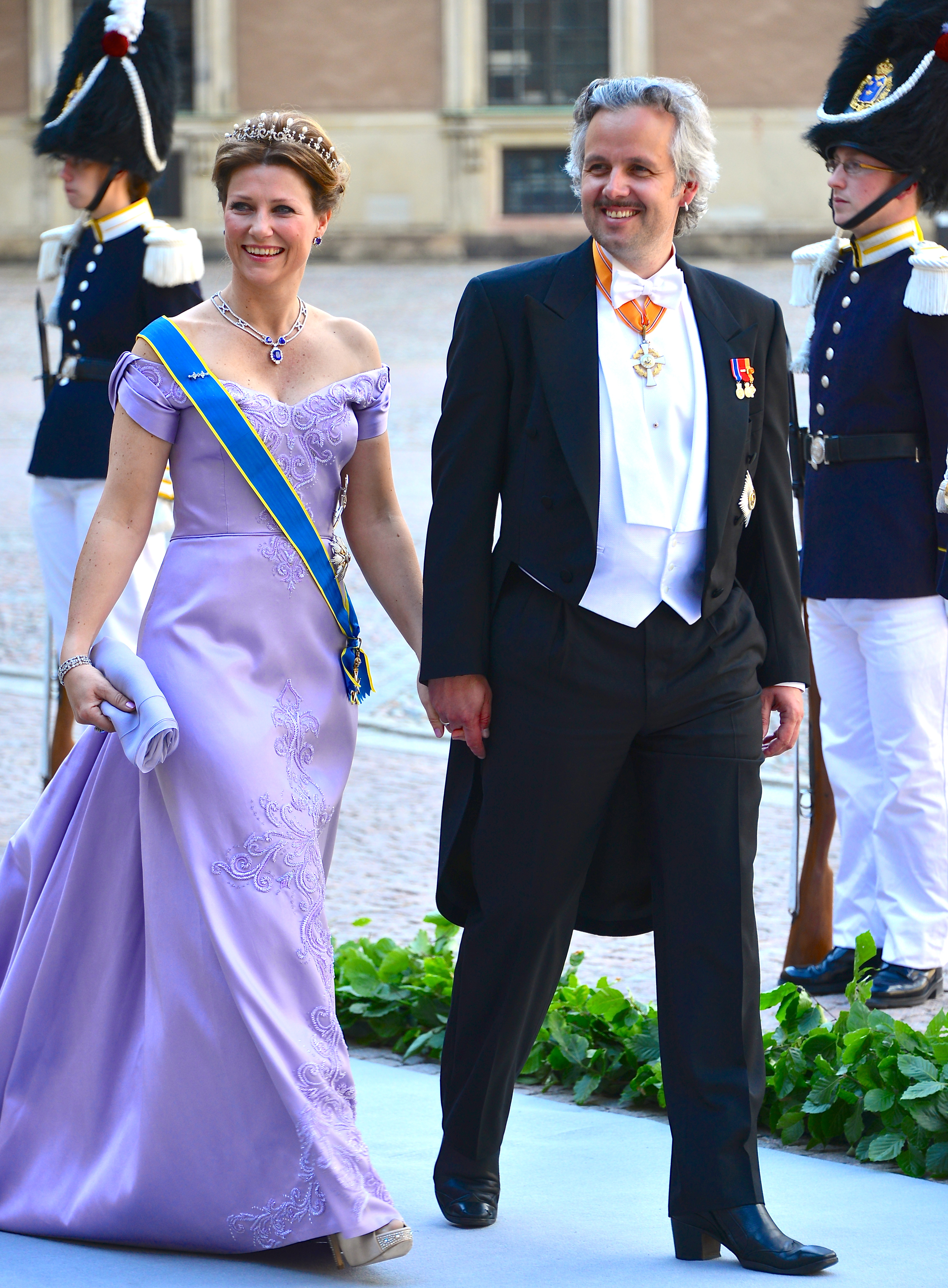

## Alte proiecte
Materiale media legate de lila la Wikimedia Commons